# Jon Faddis
Jon Faddis, né le 24 juillet 1953 à Oakland en Californie est un trompettiste de jazz américain. Dès sa première apparition sur scène, Faddis est devenu célèbre pour son aptitude à reproduire fidèlement le son de Dizzy Gillespie qui était son mentor avec Bill Catalano, le trompettiste de Stan Kenton. John Faddis peut jouer des lignes mélodiques dans un registre encore plus élevé que celui de Gillespie.

## Biographie
Après avoir joué avec Charles Mingus et le Thad Jones/Mel Lewis Orchestra, John Faddis devient un musicien de studio remarqué à New York, apparaissant sur beaucoup d'enregistrements pop vers la fin des années 1970 et au début des années 1980. Dans le milieu des années 1980, il délaisse les studios pour continuer une carrière solo, avec les albums Legacy, Into The Faddisphere et Hornucopia. Il devient le directeur et le soliste principal de l'orchestre de Gillespie et accessoirement du "Carnegie Hall Jazz Band".
En 1998, Faddis apparait dans le film Blues Brothers 2000. Il y joue de la trompette avec le groupe The Louisiana Gator Boys.
En 1999, Faddis publie un album intitulé Remembrances composé presque entièrement de ballades et d'œuvres du compositeur et arrangeur argentin Carlos Franzetti. Jon Faddis est actuellement le directeur artistique de "l'Ensemble de jazz de Chicago en Illinois". Parallèlement il enseigne le jazz et la trompette.
Il est par ailleurs l'oncle du producteur de musique hip-hop Madlib.[réf. nécessaire]

## Discographie
- 1976 : Youngblood
- 1978 : Good and Plenty
- 1985 : Legacy (Concord Jazz)
- 1989 : Into the Faddisphere
- 1991 : Hornucopia (Epic Records)
- 1993 : Jon & Billy (Storyville Records)
- 1994 : One More Once
- 1995 : The Carnegie All Jazz Band (Blue Note)
- 1998 : Remembrances
- 2006 : Teranga

## Filmographie

### Films
- 1998 : Blues Brothers 2000